# Imer (Trentino)
Imèr (deutsch veraltet: Imör) ist eine italienische Gemeinde (comune) mit 1178 Einwohnern (Stand 31. Dezember 2023) in der Provinz Trient in der Region Trentino-Südtirol. Die Gemeinde liegt etwa 53,5 Kilometer ostnordöstlich von Trient, gehört zur Talgemeinschaft Comunità di Primiero und grenzt an die Provinz Belluno (Venetien).

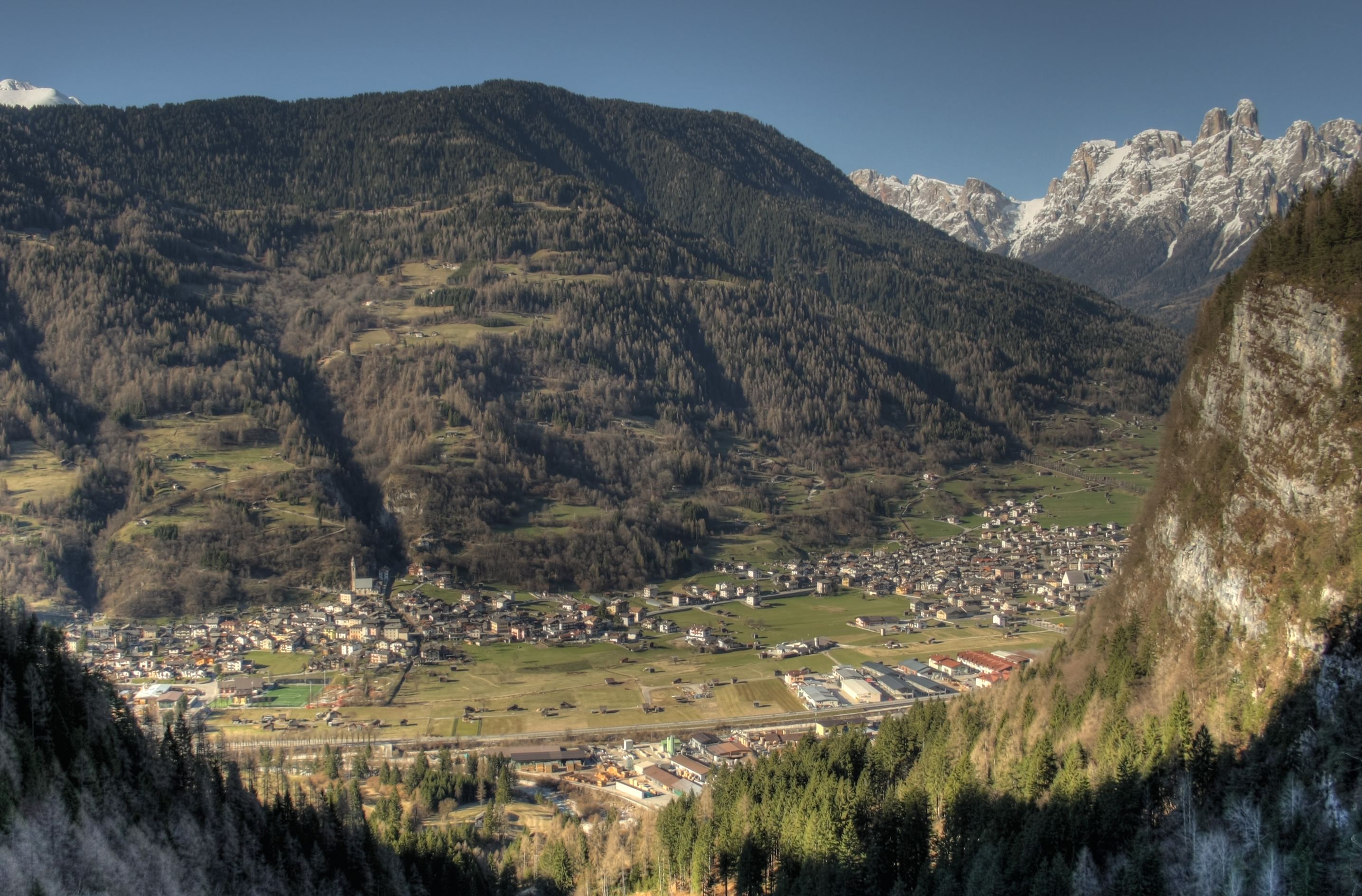
Imer und Mezzano

## Gemeindepartnerschaft
Imer unterhält seit 2011 eine inneritalienische Partnerschaft mit der Gemeinde Faicchio in der Provinz Benevento. Diese Gemeindepartnerschaft war vom Leben Clotilde Michelis begünstigt, weil diese in Imèr herangewachsen ist, aber viele Jahre in Faicchio gelebt und gearbeitet hat.

## Verkehr
Durch die Gemeinde führt die Strada Statale 50 del Grappa e del Passo Rolle von Ponte nelle Alpi nach Predazzo.

## Persönlichkeiten
- Maria Serafina del Sacro Cuore (1849–1911), Nonne
- Tommaso Giacomel (* 2000), Biathlet